# Хачапури
Хачапури (сир + хлеб) је традиционално грузијско јело - хлеб са сиром, који се једе као брза храна.
Јело је популарно у Грузији и унутар држава бившег Совјетског Савеза. У грузијским регионима постоје различите варијанте, које се припремају од типичних регионалних састојака, нпр. ачарули хачапури у облику бродића са додатком јаја, имерули хачапури, који је округлог облика, и др.
Хлеб се припрема од квасеног теста. Након што се тесто дигне, оно се разваља и пуни додацима као што су: сир, јаја, кајмак, бели лук и према различитим варијантама други додаци. Филовано тесто затим се пече у наткривеној врелој тави и премаже маслацем.
Хачапури се продаје у мањим трговинама, бистроима и ресторанима брзе хране.